# Ділл-Сіті (Оклахома)
Ділл-Сіті (англ. Dill City) — місто (англ. town) в США, в окрузі Вошіта штату Оклахома. Населення — 420 осіб (2020).

## Географія
Ділл-Сіті розташований за координатами 35°16′55″ пн. ш. 99°8′1″ зх. д. / 35.28194° пн. ш. 99.13361° зх. д. (35.282040, -99.133605).  За даними Бюро перепису населення США в 2010 році місто мало площу 1,41 км², уся площа — суходіл.

## Демографія
Згідно з переписом 2010 року, у місті мешкали 562 особи в 219 домогосподарствах у складі 152 родин. Густота населення становила 399 осіб/км².  Було 261 помешкання (185/км²).
Расовий склад населення:
| - 86,3 % — білих - 2,5 % — корінних американців - 3,2 % — осіб інших рас |

До двох чи більше рас належало 8,0 %. Частка іспаномовних становила 10,1 % від усіх жителів.
За віковим діапазоном населення розподілялося таким чином: 25,3 % — особи молодші 18 років, 60,1 % — особи у віці 18—64 років, 14,6 % — особи у віці 65 років та старші. Медіана віку мешканця становила 39,0 року. На 100 осіб жіночої статі у місті припадало 95,8 чоловіків;  на 100 жінок у віці від 18 років та старших — 96,3 чоловіків також старших 18 років.
Середній дохід на одне домашнє господарство  становив 60 083 долари США (медіана — 42 500), а середній дохід на одну сім'ю — 65 587 доларів (медіана — 52 938). Медіана доходів становила 56 607 доларів для чоловіків та 19 063 долари для жінок. За межею бідності перебувало 20,5 % осіб, у тому числі 34,8 % дітей у віці до 18 років та 5,3 % осіб у віці 65 років та старших.
Цивільне працевлаштоване населення становило 220 осіб. Основні галузі зайнятості: сільське господарство, лісництво, риболовля — 25,5 %, освіта, охорона здоров'я та соціальна допомога — 20,0 %, транспорт — 11,8 %, роздрібна торгівля — 10,5 %.